# Dielsiothamnus divaricatus
Dielsiothamnus es un género monotípico de plantas fanerógamas, perteneciente a la familia de las anonáceas. Su única especie: Dielsiothamnus divaricatus (Diels) R.E.Fr., es nativa de África oriental.

## Descripción
Es un arbusto o árbol pequeño, a veces trepador, que alcanza un tamaño de hasta 4 m de alto o más; la corteza descamada. Las ramas extendidas. Las hojas pecioladas; con una lámina de 8 - 17 (-24) x 4-9.7 cm, obovadas, acuminadas en el ápice, cordadas o redondeadas en la base, membranosas, concoloras. Con flores solitarias, axilares, en los brotes sin hojas (o en grupos de pocas flores?). Sépalos de 5-7 mm. largo, triangular o aovado-orbiculares, agudas o apiculadas, marrón. Pétalos de color ocre amarillento, espeso, más carnosos. La fruta en un pedicelo de 15 mm de largo.

## Distribución y hábitat
Se encuentra en los bosques abiertos y lugares rocosos, limitando al sur de Tanganika y el norte de Mozambique, a una altitutd de 200-540 metros.

## Taxonomía
Dielsiothamnus divaricatus fue descrita por (Diels) R.E.Fr. y publicado en Arkiv för Botanik, Andra Serien 3(2): 36, en el año 1955.
Sinonimia
- Uvaria divaricata Diels basónimo[5]